# Università di Bonn

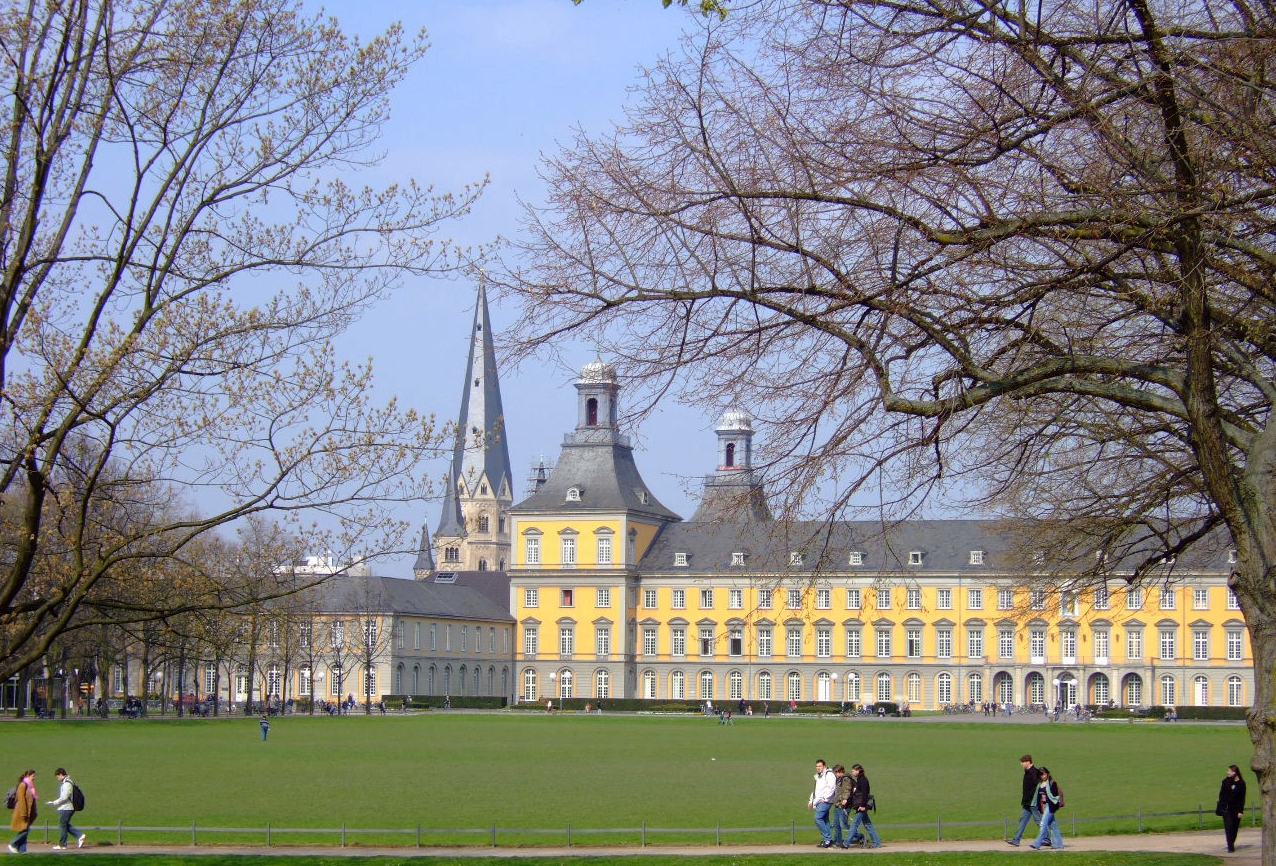
Hofgarten e palazzo del principe elettore, sede dell'università

L'Università di Bonn o Rheinische Friedrich-Wilhelms-Universität Bonn è l'università pubblica tedesca di Bonn. Fu fondata nel 1818, è oggi una delle più grandi università tedesche con più di 500 professori e oltre 27.000 studenti.
L'università accoglie l'associazione studentesca Corps Borussia Bonn di cui hanno fatto parte molti membri di rilievo.